# Neurogénese
Neurogênese é o processo de formação de novos neurónios no cérebro, provenientes de células-tronco neurais e progenitores neurais. Acreditava-se que a neurogénese ocorria apenas no desenvolvimento do cérebro e não que ela continuava durante toda a vida, mas estudos concluíram que a neurogénese ocorre continuamente em regiões cefálicas específicas em diferentes animais, como aves, roedores , macacos  e humanos .
A produção de novas células no cérebro é um processo complexo, rigorosamente controlado e que não ocorre em uma única etapa. O cérebro possui células-tronco multipotentes que se dividem periodicamente, renovando-se e dando origem a uma linhagem de células que podem originar neurônios e células da glia após um período de amadurecimento, demarcado pela migração dessas células para longe da influência das células tronco multipotente, mudanças na replicação celular e expressão de genes. Grande parte das células morre durante a viagem. Dependendo da região do cérebro onde as células sobreviventes terminaram seu percurso, ou do tipo de atividade que está ocorrendo no local serão originados neurônios ou células da glia. Este processo que corresponde desde a formação de um novo neurônio até que ele se torne funcional, se integrando no sistema nervoso leva mais de um mês. 
Uma grande variedade de moléculas presente no cérebro é responsável por modular e regular esse processo, muitas das quais são desconhecidas e outras precisam ter seu papel melhor elucidados. Dentre as moléculas conhecidas que influenciam nesse processo estão (SHH) responsável por regular a proliferação dos neurônios imaturos, o notch que auxilia na determinação celular das células cerebrais recém-formadas para neurônios ou células da glia, EGF, FGF-2, Durante o amadurecimento das células pré-determinadas outros fatores são importantes para torna-las funcionamento, como o fator neurotrófico, as neurotrofinas e o fator de crescimento insulina-simile. 

## Neurogénese adulta
Os neurónios nascem continuamente durante a idade adulta, sobretudo em duas regiões do cérebro:
A zona subventricular (ZSV) situada nas paredes dos ventrículos laterais, onde as novas células migram para o bulbo olfactório através do fluxo migratório rostral. A zona subgranular (ZSG), parte do giro dentado do hipocampo.
Muitas destas novas células morrem pouco depois de nascerem, mas algumas integram-se funcionalmente no tecido à volta do cérebro.
A neurogênese no hipocampo consiste em 5 etapas: proliferação de células progenitoras, diferenciação, determinação do fenótipo neuronal, maturação morfológica e fisiológica, e por ultimo, formação de um novo neurônio e sua integração na rede já existente. 
- PROLIFERAÇÃO: As células progenitoras (também conhecidas como células do tipo I) apresentam capacidade de auto renovação e capacidade de se diferenciar em mais de uma linhagem celular. Quando essas células se dividem de forma assímetrica originam células do tipo II e outra célula semelhante a si. 
- DIFERENCIAÇÃO: As células do tipo II, expressam Nestina e Sox2. Dentre uma semana após o seu nascimento essas células que eram mitoticamente ativas cessam a sua divisão e passam a expressar marcadores de neurônios imaturos, e a estender neuritos, sendo nessa etapa denominadas de neuroblastos (tipo III). Aproximadamente 60% das células são fagocitadas por micróglia ou morrem por apoptose durante essa transição de células do tipo II para neuroblastos. Estes neuroblastos não expressam mais nestina e Sox2, passando a expressar DCX(proteína associada de microtúbulos), PSA-NCAM (molécula de adesão neuronal), NeuroD, e Prox 1, proteína ligante de cálcio Calretinina, que são marcadores da linhagem neuronal. Morfologicamente essas células apresentam grande variedade quanto ao comprimento, complexidade e orientação de seus processos. 
-MIGRAÇÃO : No giro denteado, os neurônios novos migram (processo altamente regulado) para dentro da camada de células granulares e elaboram a produção do axônio e dos dendritos para a CA3 e camada molecular.
-MATURAÇÃO E INTEGRAÇÃO SINÁPTICA: Os novos neurônios passam então por um processo estereotipado de integração sináptica na circuitaria já existente: 1.neuroblastos são ativados inicialmente por mediação do GABA presente no local (não é por meio de sinapse). 2. Por transmissão sináptica os novos neurônios são ativados através de receptores específicos para GABA, neurotransmissor liberado por interneurônios locais. 3. Estabelecimento de conexões sinápticas gabaérgicas, e posteriormente glutamatérgicas e sinapse eferente para a região CA3.
Os novos neurônios exibem maior plasticidade sináptica quando comparados com as células granulares maduras. Estima-se que este processo possa demorar aproximadamente sete a oito semanas num cérebro jovem. Após esse período, os novos neurônios passam a exibir propriedades semelhantes aos neurônios maduros como disparos de potenciai de ação, e podem ser facilmente integrados a circuitaria do hipocampo. 
A neurogénese adulta é um exemplo recente da subversão de uma antiga teoria, com o fenómeno a ser largamente aceita pela comunidade científica apenas recentemente. Os neuroanatomistas mais antigos, incluindo Santiago Ramon y Cajal, consideravam o sistema nervoso fixo e incapaz de regeneração. Durante muitos anos, apenas poucos biólogos (incluindo Joseph Altman, Shirley Bayer, e Michael Kaplan) consideravam a possibilidade da existência da neurogénese adulta. Apenas recentemente, com a caracterização da neurogénese em pássaros, e o uso da microscopia confocal, se tornou razoavelmente bem aceite que a neurogénese hipocampal ocorre nos mamíferos, incluindo os humanos (Eriksson et al., 1998; Gould et al., 1999a). Alguns autores (especialmente Elizabeth Gould) sugeriram que a neurogénese adulta pode ocorrer também noutras áreas, incluindo o cortéx motor primário (e.g., Shankle et al. 1999, Gould et al., 1999b; Zhao et al., 2003), embora outros, incluindo Rakic (2002), se questionem sobre a evidência científica destas conclusões; num sentido geral, sugerem que as novas células podem ser gliais.

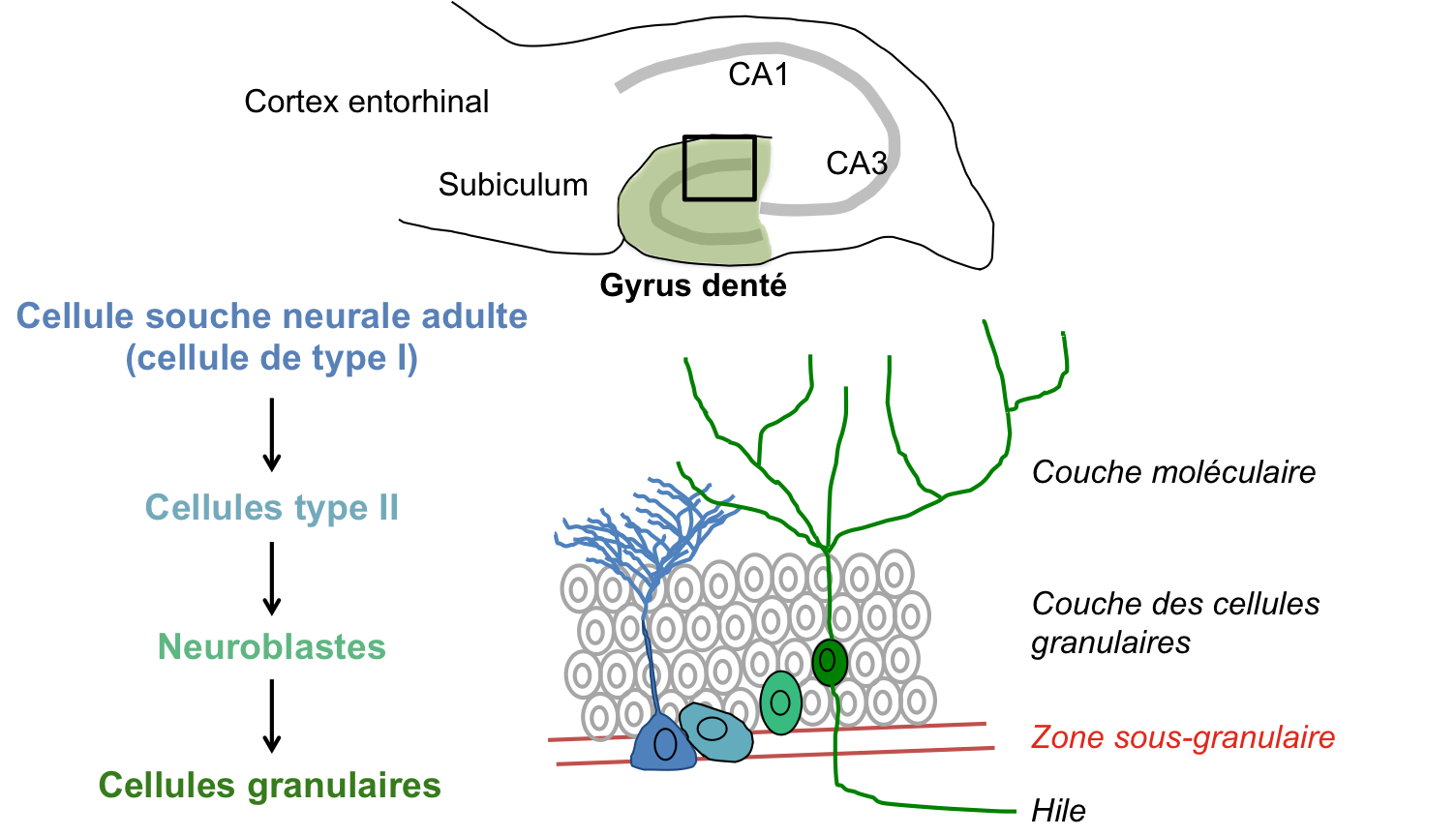
Figura 1: Esquema que representa a diferenciação, das células do tipo I até a produção de novos neurônios(células granulares maduras) no hipocampo durante a neurogênese.

O estilo de vida levado pelas pessoas influencia na formação de novos neurônios durante a vida adulta. Por um lado, estudos apontam que experiências estressantes aumentam os níveis de glicocorticoides que através de um mecanismo que envolve a liberação e o acumulo de glutamato no hipocampo pode provocar redução da proliferação de células granulares do giro denteado de ratos. Morfina e Heroína também estão relacionadas com a redução da taxa de neurogênese. Enquanto que a realização de exercícios físicos propicia a neurogênese assim como ambientes com combinações variadas de estímulos. Estudos com roedores adultos demonstraram que aqueles que eram mantidos em gaiolas com diferentes brinquedos e atividades exploratórias apresentavam aumento significativo de número de células no giro denteado. 

## Neurogénese e aprendizagem
A função da neurogénese adulta não é certa – embora exista alguma evidência de que neurogénese hipocampal adulta seja importante para a aprendizagem e para a memória. Isto é talvez pouco surpreendente, visto o que sabemos do hipocampo e do seu papel na aprendizagem e na memória (vários autores, incluindo, por exemplo, Rolls & Treves (1998), postularam teorias integradas para o papel do hipocampo na aprendizagem e na memória). O modo como a aprendizagem seria afectada pela neurogénese não é claro, pois foram sugeridas recentemente várias teorias computacionais, incluindo a ideia de que os novos neurónios aumentam a capacidade de memória, reduzem a interferência entre as memórias, ou acrescentam informação sobre o tempo às memórias. Experiências com o intuito de anularem a neurogénese provaram ser inconclusivas, com alguns estudos a sugerirem que alguns tipos de aprendizagem são dependentes da neurogénese, e outros a não observarem qualquer efeito. Gould et al. (1999c) demonstrou que o acto de aprendizagem em si está associado ao aumento da sobrevivência neuronial. No entanto, as conclusões gerais de que a neurogénese adulta é importante para qualquer tipo de aprendizagem são equívocas.